# 講古 (閩南)
讲古是闽南文化中的一种民间口传文学艺术，它运用闽南话的丰富词汇，特有韵律、谚语、俗话、掌故、歌谣等，内容大多是章回小说的故事。讲古人被称为“讲古仙”或“讲古先生”，讲古的地方则被称为“讲古场”。经厦门市思明区申请，讲古于2008年6月7日作为一种曲艺被列入第二批中国国家级非物质文化遗产，编号753（V-60）。

## 历史
清道光十九年《厦门志》刻本对讲古的记载如下：
说平话者，绿荫树下，古佛寺前，称说汉、唐以来遗事。众人环听，敛钱为馈，可使愚顽不识字者为兴感之用。
由该记载可见，厦门的讲古艺术至少在清代中叶就有。

## 延伸
在现代闽南的俗语中，讲古由「說故事」，还被延伸为“聊天”的意思，含义接近于中國北方的侃。

## 传媒推广
- 厦门卫视：《闽南通》
- 泉州电视台：《泉州讲古》
- 漳州电视台：《漳州讲古》
- 东南广播公司：《闽南讲古场》